# 共和演説事件
共和演説事件（きょうわえんぜつじけん）は、第1次大隈内閣（隈板内閣）の文部大臣であった尾崎行雄が1898年（明治31年）8月22日に行った演説が問題となり、内閣瓦解の発端となった事件。

## 背景

### 隈板内閣における内紛
明治31年(1898年)3月の第5回衆議院議員総選挙では立憲自由党と進歩党が多数を占めて勝利した。6月10日に第3次伊藤内閣が提出した地租増徴案に両党は反対し、即日解散となった。6月22日に両党は合同して憲政党を結成した。憲政党は政府に対抗する「民党」であり、衆議院を通過させなければ政府は予算を通すことができないため、伊藤博文首相ら元老は対応策を協議したが、まとまらなかった。伊藤は首相を辞任して、後任の首相に元進歩党の大隈重信と元立憲自由党の板垣退助を推薦した。こうして6月30日に成立した第1次大隈内閣は、大隈と板垣に対して大命が下されたため「隈板内閣」と呼ばれる。大隈が首相、板垣が内務大臣に就任し、閣僚ポストは陸海軍を除くすべてが憲政党員という、日本最初の政党内閣となった。8月10日の第6回衆議院議員総選挙で憲政党は大勝し、衆議院を制圧する巨大な与党を持つはじめての政権となった。
しかし内閣の内情は大隈率いる旧進歩党系の派閥と板垣率いる旧自由党系の派閥が対立する不安定なものであり、また山縣有朋ら「超然主義」を支持する山縣系官僚も強い警戒心を持っていた。組閣から半月ほど経った7月14日には、明治天皇が内々の談話で内閣の状態を語っている。天皇によれば大隈と板垣には党人に対する影響力がほとんどなく、逆にそれらの要求に苦しんでいるとした。さらに大隈は実情を述べずに粉飾した報告を行う有様であり、大隈と板垣に政権を任せたのは間違いだったと語っている。

## 尾崎による演説
文部大臣に就任した尾崎行雄は旧進歩党系の出身であり、当時39歳と閣内最年少者であった。尾崎は旧来の内閣が行ってきた、教育者に対する言論抑制措置の多くを撤廃し、教育関係者から支持を集めつつあった。しかし明治天皇が「就中文部省の如きは（困難が）最も甚しからん」と述べたように、尾崎による教育改革の実現は困難であるという見方も強かった。
8月22日、尾崎は帝国教育会の茶話会に招かれ、500名ほどの教育関係者の前で演説を行った。演説の原稿は存在しておらず、速記録や各新聞報道でも微妙に差異があるため正確な内容は不明である。基本的な内容は教育者の意見表明の権利を尊重し、また拝金主義の風潮が起こっていることを批判し、外国人の子供に対するいじめ問題が起きていることについても触れたもので、大きな拍手が7度も起こるなどその場では特に問題にならなかった。
このうち、後に「共和演説」として問題とされたのは拝金主義批判の部分の演説である。尾崎はアメリカ合衆国の政治体制（共和政）が建国された1776年以降、一度も崩壊しないのは金に左右されない思想を持っているからであるとした上で、日本はそうではなく、政界を始めとした社会に「拝金宗」が蔓延していると指摘した。ここで「ありえない」とした上で「日本が共和制となった場合には」「三井、三菱が大統領の候補者となる」という趣旨の発言を行った。

## 尾崎批判の始まり
8月23日、伊東巳代治が社主を務める東京日日新聞が演説の内容を紹介し、「帝国は万々歳帝国たり。文相尾崎が未来に共和政体必無を期す可らずと放言せしは、不臣極れり」「万世一系金甌無欠の万邦に優る所以。尾崎の妄言は、国体と教育を賊ふ甚し、断乎責ざる可らず」と、尾崎が日本が共和制になると仮定したことが問題発言であるとし、尾崎及び内閣を批判する記事が掲載された。伊東巳代治は長州藩出身の元官僚であり、伊藤博文、井上馨、山縣有朋といった長州閥と深い関係を持つ人物であった。また8月24日から尾崎演説批判記事を掲載した京華日報は山縣の支援で設立された新聞であった。帝国教育会は事実無根であると反発する声明を8月23日のうちに出し、東京日日新聞および京華日報に対して記事の取り消しを求めた。8月25日、東京日日新聞は帝国教育会からの声明を掲載したが、演説には確かに「共和」という発言があったと指摘した。これを受けて8月26日に帝国教育会は演説の速記録を公表した。ところが翌8月27日、東京日日新聞は尾崎が会場から速記録を押収し、後に交付したものであると主張した。8月28日には東京日日新聞の速記者が帝国教育会にあった二種類の速記録を閲覧して掲載した。
東京日日新聞、京華日報、中央新聞といった尾崎批判者は、尾崎が共和制主義者であるという批判を当初行っていたが、次第に共和制の例示が不適切であるという批判が多くなっていった。
一方で進歩党系の報知新聞や、福沢諭吉系の時事新報、陸羯南の新聞「日本」などは尾崎を擁護した。ただしいずれも「共和制」を例えとして使ったのは不適切であると指摘している。

## 宮中の反応
8月25日、徳大寺実則内大臣・侍従長が帝国教育会に対し、演説の草案を提出するよう求めた。新聞ではこれが明治天皇の意思に基づくものであるという報道が行われたが、徳大寺は個人的な要望であるとして否定した。翌8月26日に尾崎から提出された速記録を読んだ徳大寺は、内容には問題が有ると判断した。8月27日に徳大寺は天皇からの命を携えて大隈首相に会っているが、内容は明らかになっていない。8月31日、田中光顕宮内大臣は「此件に就き宮内省は何等尾崎氏に悪感を抱くものにあらず」「此件に関し若し陛下の逆鱗ましますやうのことあらば、吾輩は之を諌止し奉つらんとこそすれ、決して文相を陥るる如きことはせじ」と宮内省側から問題にすることはないと述べた上で、世論・衆議院・貴族院が問題にすることには関知しないという声明を行った。新聞「日本」はこの発言を掲載し、世間では田中宮内大臣が速記問題を取り上げたと噂しているとコメントを付けている。

## 内閣の動揺
大隈首相は、書記官を通して演説問題を調査したが、問題はないということで片付けようとした。しかし9月3日には旧自由党派の大臣である板垣内務大臣、林有造逓信大臣、松田正久大蔵大臣が尾崎を不問にするならば、内閣全体で責任を負わねばならないとして、尾崎を処分するよう求めた。9月5日には軍部大臣である桂太郎陸軍大臣と西郷従道海軍大臣が大隈首相に面会し、尾崎を参内させて天皇に謝罪するよう求めた。これをうけて尾崎は謝罪をすれば自らの非を認めるものだと難色を示したが、同日に宮内省を訪れ、徳大寺侍従長を通じて謝罪と弁明を行った。しかし尾崎の謝罪に対して宮中からの反応はなく、世論や新聞、旧自由党派等の尾崎攻撃はなおも強まった。また貴族院内でも尾崎に対する批判が起き、対応に苦慮した近衛篤麿貴族院議長は尾崎が貴族院で陳謝してもらえないか打診を行っている。

## 隈板内閣の崩壊
10月21日、板垣内務大臣は単独で参内し、尾崎を弾劾した上でともに内閣にとどまることはできないと上奏した。翌10月22日、明治天皇は侍従岩倉具定を大隈首相と尾崎のもとに派遣し、尾崎に辞表を提出させるよう求めた。尾崎の回想によれば、岩倉は、尾崎罷免の理由はあくまで板垣がともに内閣にとどまることができないと述べたによるものであり、共和演説は無関係であると説明したという。大臣本人、あるいは首相が辞任・罷免の意思を示さないうちに、天皇が罷免の意思を「内旨」という形で示す事態は大日本帝国憲法下ではおそらく唯一の事例であった。佐々木高行の記録によれば、天皇が罷免の意思を示す際に側近からの働きかけはなかったという。
尾崎は内閣は連帯責任であると主張し、単独での辞任になかなか応じようとしなかったが、犬養毅の説得により22日中に辞表を提出した。しかし尾崎の後任をめぐって旧進歩党派・旧自由党派の対立は深刻化した。10月26日には大隈首相が参内し、閣内不統一を理由に進退伺を行った。天皇から辞任の必要はないと言う言葉を受けると、独断で進歩派犬養毅を後任に決定した。翌10月27日の親任式に先立ち、板垣内務大臣は犬養文部大臣就任への反対意見を上奏した。
10月29日、旧自由党派は憲政党の解散を一方的に宣言し、新たに自由党派のみで「憲政党」を新設した。さらに板垣ら旧自由党派三大臣は大隈首相を通さず、直接天皇に尾崎の共和演説を理由とする辞表を奉呈した。旧進歩党派はこれに対抗して同名の憲政党を立ち上げたが、板垣は内務大臣の権限で憲政党の名乗りを禁止した。大隈は進歩党系のみで内閣を維持するつもりであったが、桂陸軍大臣の上奏を受けた明治天皇は、桂の進言に基づき板垣に留任を求めるよう大隈に命じた。しかしこの進言は板垣が大隈のもとで留任することはないと知っていた桂が、進歩党系単独の内閣存続を阻止するための罠であった。桂は自由党系とつながっており、次の山縣系内閣に旧自由党派が協力するという密約を結んでいた。10月30日、黒田清隆枢密院議長が桂陸軍大臣・西郷海軍大臣らに手紙を出し、内閣の存続を阻止するよう伝えた。これを受けて西郷は、大隈に辞職を勧告した。孤立無援となったことを悟った大隈は、辞表を取りまとめて10月31日に総辞職した。11月8日には第2次山縣内閣が成立、旧自由党派の憲政党は閣外協力を行うこととなった。旧進歩党派は憲政本党を名乗り、これに対抗していくこととなる。